# 히라노촌 (사이타마현)
히라노촌(平野村)은 사이타마현의 동부 미나미사이타마군에 속했던 촌이다.

## 지명의 유래
시행된 대촌인 '가미히라노'의 '가미(上)'를 생략한 것으로 추정된다. 또한, 가미히라노의 전신인 가미히라노촌(上平野村)은 겐로쿠(元禄)시대까지는 히라노무라(平野村)라고 불렸다. 모토아라강 하류에 같은 이름의 마을(현 사이타마시 이와쓰키구 미나미히라노)이 존재하여 구별을 위해 가미히라노무라로 개칭된 경위가 있다. 

## 역사
- 1889년 4월 1일 - 정촌제 시행에 의해 미나미사이타마군 히라노촌이 성립하였다.
- 1954년 5월 3일 - 하스다정, 구로하마촌과 합병해, 하스다정이 되어 소멸하였다.

## 참고문헌
- 「角川日本地名大辞典」編纂委員会『角川日本地名大辞典 11 埼玉県』角川書店、1980年7月8日。ISBN 4040011104。